# Manzanares de Rioja
Manzanares de Rioja è un comune spagnolo di 107 abitanti situato nella comunità autonoma di La Rioja.